# Hermandad de la Virgen del Sagrario de Toledo de Cádiz

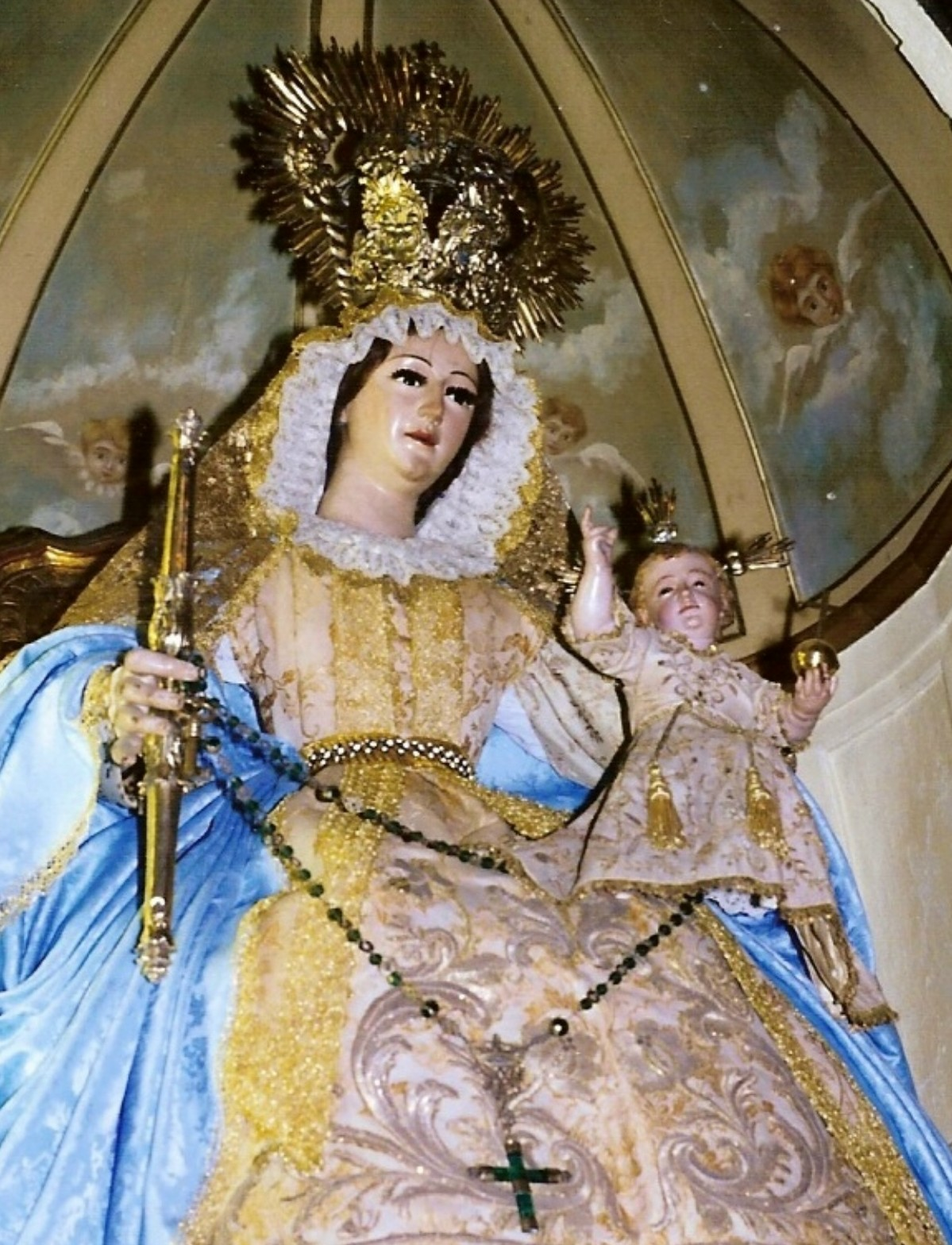
Virgen del Sagrario de Toledo, Cádiz.

La Hermandad de Nuestra Señora del Sagrario de Toledo y su copatrono el Señor San José, nombre completo de la Hermandad, tuvo su origen en la devoción a una imagen de Nuestra Señora, que Don Eusebio Donado del Castillo tenía en el oratorio de su morada. El 1763, D. José Pérez de Figueroa, con la aprobación del Obispo Fray Tomas del Valle, fundan un Rosario con la advocación de María Santísima del Sagrario de Toledo. Tras agregarse otros Hermanos, pasa a la Iglesia de la Conversión de San Pablo (Cádiz) el 8/10/1764. Posteriormente ocuparía altar propio, el 16 de marzo de 1789, tras las obras realizadas en el templo, ya que sufragó conjuntamente con la Cofradía del Ecce-Homo, esta reforma y ampliación.
El 13 de octubre de 1765 celebran el primer Cabildo General de Hermanos, cuya principal finalidad fue realizar unas constituciones propias de una Hermandad, que serían refrendadas por el Obispo de Cádiz, José Escalzo y Miguel en 1789 y aprobadas por el Real y Supremo Consejo de Castilla en 1797. Tras un periodo de esplendor inicia una lenta decadencia, de manera que en 1816 se mantenían los cultos gracias a su Mayordomo. En 1841 el Capellán de la iglesia, D. Domingo González Villanueva, el administrador y el antiguo Mayordomo, solicitan al Obispo de Cádiz Fray Domingo de Silos Moreno, el restablecimiento de la Hermandad. Aceptada dicha petición, el 13 de mayo celebran el primer Cabildo. Hay constancia de que celebró Cultos Internos desde el año 1842 hasta 1849, en septiembre y consistían en una novena y función principal. También celebraban el 6 de enero la Adoración del Niño Dios en cumplimiento de sus constituciones. Hasta 1855 tuvo actividad la Hermandad pues se conocen los nombres de distintos cargos de su Junta de Gobierno. En 1879 presentan un inventario de bienes para su aprobación por el cura párroco de la Iglesia de San Antonio, de la cual dependía la Iglesia de la Conversión de San Pablo. Hasta 1907 no se tienen otras referencias de su actividad pues existen varios documentos al respecto que se extienden hasta 1910. Desde entonces no existe otra referencia, salvo que en 1939 una “comisión organizadora de cultos a Ntra. Sra. del Sagrario de Toledo”, celebró los cultos de la Hermandad, hecho que se repitió al año siguiente. 
Posteriormente el culto a esta advocación ha sido mantenido por la Real y Venerable Archicofradía de Penitencia de Nuestro Padre Jesús del Ecce-Homo, María Santísima de las Angustias y San Juan Evangelista. Además, desde el 2006 ha sido la encargada de organizar su salida procesional, en la víspera de la festividad del Corpus Christi, Su Último Episodio Fue En El Año 2010, Pero Aunque La Imagen Estaba En Su Retablo, El Obispo Ceballos Ordenó Su Extinción, Perdiéndose Todos Los Titulos De La Cofradía Como Así Como Su Antigüedad, Y Su Patrimonio Pasó A Manos Del Obispado.
Patrimonio.
En Cuanto Al Patrimonio Que Ha Dejado La Hermandad De La Virgen Del Sagrario De Toledo.Ha Dejado Como Principal Legado, La Imagen Titular, De Autor Desconocido Del Siglo XVIII. Y Así Como Dos Simpecados Que Tuvieron Como Origen De Compañía Espiritual Del Santo Rosario.
- Datos: Q5895417